# 亚尼·胡尔梅
亚尼·胡尔梅（芬蘭語：Jani Hurme，1975年1月7日—），芬兰男子冰球运动员，场上位置是守门员。他曾代表芬兰国家队参加2002年冬季奥林匹克运动会冰球比赛，获得第五名。